# Rue Saint-Sulpice
Rue Saint-Sulpice är en gata i Quartier Saint-Germain-des-Prés och Quartier de l'Odéon i Paris 6:e arrondissement. Rue Saint-Sulpice, som börjar vid Rue de Condé 4 och slutar vid Place Saint-Sulpice 2, är uppkallad efter kyrkan Saint-Sulpice.

## Omgivningar
- Saint-Sulpice
- Place Saint-Sulpice
- Fontaine Saint-Sulpice
- Fontaine de la Paix et des Arts

## Bilder
| - Saint-Sulpice. - Området kring kyrkan Saint-Sulpice. Utsnitt från Truschets och Hoyaus karta över Paris från år 1552. - Fontaine Saint-Sulpice. - Fontaine de la Paix et des Arts. |

## Kommunikationer
- Tunnelbana – linje  – Saint-Sulpice
- Tunnelbana – linje  – Mabillon
- Tunnelbana – linjerna   – Odéon
- Busshållplats Saint-Sulpice – Paris bussnät, linje 84
- Busshållplats Saint-Germain – Odéon – Paris bussnät, linje 58

### Webbkällor
- ”Rue Saint-Sulpice”. Mairie de Paris. http://www.v2asp.paris.fr/commun/v2asp/v2/nomenclature_voies/Voieactu/8993.nom.htm. Läst 12 mars 2021.
- ”Rue Saint-Sulpice”. Les rues de Paris. http://www.parisrues.com/rues06/paris-06-rue-saint-sulpice.html. Läst 12 mars 2021.